# N-Gage (платформа)

Логотип сервиса

Сервис N-Gage 2.0 был представлен компанией Nokia в августе 2007 года, и предназначен для запуска игр на Symbian-смартфонах. С его помощью можно было бесплатно опробовать игры, разработанные на платформе N-Gage на любом из совместимых устройств от Nokia, а любую понравившуюся игру — приобрести со своего устройства или персонального компьютера и загрузить. Кроме того, был доступен мультиплеер, позволяющий общаться с друзьями и устраивать поединки с соперниками со всего мира, участвуя в сообществах на N-Gage Arena, и принимая участие в турнирах, как любительских, так и официальных.
Сервис N-Gage стал доступен во всех странах мира с 8 апреля 2008 года. Можно было загрузить бесплатное приложение N-Gage с официального сайта (на ПК или мобильное устройство), а после — установить на совместимое устройство. Так же приложение N-Gage встраивалось в широкий ассортимент устройств Nokia, открывая пользователям доступ к играм сразу с момента покупки устройства.
Стоимость игр N-Gage, продаваемых через магазин N-Gage, составляет от 6 до 10 евро без учёта налогов; возможна оплата кредитной картой, или со счёта абонента (если оператор поддерживает данную услугу).
Оплата со счёта оператора поддерживается более чем в 20 странах, оплату по кредитной карте можно осуществить по всему миру. Кроме того, существовали скидки на приобретение лицензий на определённое количество дней или недель, для всех игр были доступны бесплатные тестовые версии. Независимо от способа получения игр, через сотовую сеть или через Интернет, поддерживались простые способы управления каталогом игр путём сохранения и синхронизации с ПК.

## Закрытие платформы
Летом 2009 года N-Gage 2.0 признана закрытой, умершей платформой.
Один из сайтов, занимавшийся новостями мобильной индустрии, взял интервью у директора по стратегическому развитию Nokia Games Publishing — Марка Оллилы, и он пояснил: «Мы больше не выпускаем игры на N-Gage, хотя магазин, то есть возможность покупать игры, будет доступен как минимум до сентября 2010, а, значит, сервис N-Gage будет работать до конца 2010 года».
В тот же день, в день закрытия платформы, в официальном блоге N-Gage появилась запись с разъяснением ситуации. Все вышедшие и анонсированные, то есть невышедшие игры на платформу N-Gage, также и вообще игры от Nokia будут скоро портированы на недавно запустившуюся Ovi Store.
С 1 января 2011 года магазин N-Gage официально закрыт. Покупать и загружать игры из магазина N-Gage стало невозможно. Кроме того, функции для общения и арена N-Gage также перестали быть доступными.
Все приобретенные игры N-Gage можно было активировать до 31 марта 2011 года, использовать активированные игры N-Gage можно и после указанной даты.